# Chorągiew piesza prywatna Kaspra Zebrzydowskiego
Chorągiew piesza prywatna Kaspra Zebrzydowskiego – prywatna chorągiew piesza koronna I połowy XVII wieku, okresu wojen ze Szwedami i Rosją. Była to chorągiew autoramentu polskiego.
Szefem tej chorągwi był kasztelan kaliski Kasper Zebrzydowski. Chorągiew wzięła udział w wojnie polsko-szwedzkiej 1626-1629.